# トリヘプタコンタン
| トリヘプタコンタン | トリヘプタコンタン |
| ------------------ | ------------------ |
| CH3(CH2)71CH3      |                    |
| IUPAC名            | トリヘプタコンタン |
| 分子式             | C73H148            |
| 分子量             | 1025.9562          |
| CAS登録番号        | 7667-84-7          |

トリヘプタコンタン (Triheptacontane) とは、直鎖状のアルカンの1種。炭素原子が73個、分岐することなく一列に連なっている。分子式はC73H148。分子量は1025.9562。